# Piazza Carlo III (Napoli)
Piazza Carlo III (Piazza del Reclusorio fino al 1891, quando per decreto del regio commissario Giuseppe Saredo fu intitolata al Re Borbone) è una piazza di Napoli, situata tra i quartieri San Carlo all'Arena e San Lorenzo.
Situata alla fine di via Foria, la piazza costituisce la porta orientale del centro storico della città.

## Storia

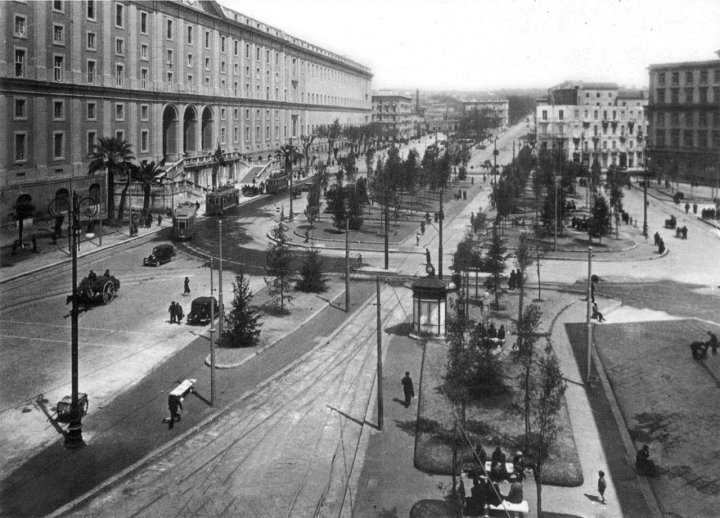
Piazza Carlo III negli anni trenta

La piazza propriamente intesa nasce nel XIX secolo con l'urbanizzazione della zona e in particolare con la costruzione di corso Garibaldi.
Nel secolo precedente l'architetto fiorentino Ferdinando Fuga costruì alla fine della strada di Foria uno dei più grandi edifici del Settecento: il colossale Real Albergo dei Poveri, mastodontico palazzo commissionato da Carlo di Borbone, il quale cullava il desiderio di farne la dignitosa residenza di tutti i poveri del regno. Ma dinanzi al grandissimo edificio non vi era altro che un immenso spazio aperto, peraltro in una zona quasi del tutto libera da abitazioni che si trovavano nel pur vicino Borgo Sant'Antonio Abate.
Con l'ampliamento della città a est, la piazza diventò in seguito anche un importante snodo ferroviario: nel 1913 apre la ferrovia Alifana che ha proprio nella piazza il suo capolinea. La ferrovia, che proveniva da Capodichino tramite l'odierna via Don Bosco, attraversava centralmente la piazza con i suoi binari che si moltiplicavano nella zona sud-ovest, presso la chiesa di Sant'Antonio Abate, dove sorgeva il fabbricato di stazione.
La stazione terminale fu operativa fino al 1955, quando l'automobile cominciò a far sentire la propria voce anche a Napoli, come del resto in tutta Italia. L'attraversamento della piazza costituiva infatti un intralcio al nascente (seppur imparagonabile a quello odierno) traffico automobilistico.
Nel 2009, la Municipalità 4 ha programmato la riqualificazione del primo tratto e nell'ottobre 2010 sono cominciati i lavori di risistemazione, durati sino a maggio 2011 poi ripresi nel 2016 dal Comune di Napoli e completati definitivamente nel giugno del 2017.

## Descrizione

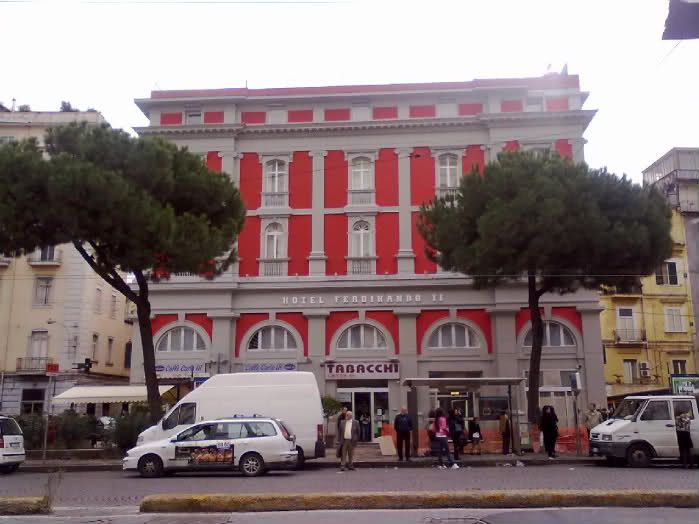
L'ex stazione terminale dell'Alifana

A ridosso del Borgo Sant'Antonio Abate, la piazza ha una forma a emiciclo nella quale confluiscono molte importanti arterie della zona: via Foria, corso Garibaldi, via Sant'Alfonso Maria de' Liguori, via Sant'Antonio Abate, via Giovanni Gussone, via Alessio Mazzocchi e via Don Bosco.
Al centro vi è un'isola con aiuole ricoperte da palme e con un viale centrale ottenuto tramite il riutilizzo della sede ferroviaria dismessa.
A nord sorge il poderoso Albergo dei Poveri.
Ancora oggi sulla piazza si trova l'ex stazione terminale della ferrovia Alifana di cui si conservano solo le insegne sulla facciata. Attualmente la palazzina dell'Alifana ospita un albergo.